# Alfonso Tealdo
Alfonso Tealdo Simi (Lima, 15 de agosto de 1914-Lima, 31 de julio de 1990) fue un periodista, entrevistador y director peruano de programas televisivos.

## Biografía
Fue hijo de Humberto Tealdo y de Catalina Simi. Hizo sus estudios en el antiguo Colegio Anglo-Peruano, hoy Colegio San Andrés de Lima, del cual egresó obteniendo el Bentinck Prize del año 1932. Desde sus años escolares, demostró sus dotes escribiendo en la revista Leader, su primer artículo fue relacionado con Mahoma.
Aunque con inquietudes por la ciencia (representó a su colegio en certámenes interescolares), con la influencia de sus profesores Raúl Porras Barrenechea y Jorge Guillermo Leguía, se preparó para seguir estudios de Letras en la Universidad Nacional Mayor de San Marcos. Pero, debido a que esta se encontraba clausurada, siguió estudios superiores en la PUCP, de donde egresó con satisfacción de haber encontrado excelentes maestros.
Trabajó en el antiguo diario La Prensa, de Lima, luego, en una revista de turismo y obtuvo el Premio Nacional de Periodismo. No tuvo problemas en la época de Odría, en la que se la pasó fácil, hasta mantuvo una adhesión disimulada al gobernante tarmeño.
Estuvo casado con Lourdes de Rivero Bustamante y tuvo tres hijos: Ana Rosa, Alfonso y Gabina.
Luego de laborar en la radio, en 1958, pasó a la televisión, donde fue un incisivo entrevistador en programas como Ante el público, Mesa redonda, Pulso y el recordado Tealdo pregunta. Fue el episodio protagonizado por Eudocio Ravines y Genaro Carnero Checa el que causó mayor revuelo en su época. Carnero se dio el lujo de sopapear a Ravines, cuando este trató de «cobardes» a los miembros de un partido que él mismo fundó.
Tuvo también la dirección de noticieros, como El panamericano y de entretenimiento, como Perú 74.